# 2-碘丁酸
2-碘丁酸是一种有机化合物，化学式为C4H7IO2。它可由略过量的碘、氯化亚铜与氯化铜在120 °C和正丁酸反应得到。它在五氧化二磷-硫酸作用下脱水得到酸酐；和吡咯在硫代硫酸钠等试剂的存在下与甲基叔丁基醚中反应得到α-乙基-1H-吡咯-2-乙酸。